# Gibraltar (Michigan)
Gibraltar é uma cidade localizada no estado americano do Michigan, no Condado de Wayne.

## Demografia
Segundo o censo americano de 2000, a sua população era de 4264 habitantes.
Em 2006, foi estimada uma população de 5133, um aumento de 869 (20.4%).

## Geografia
De acordo com o United States Census Bureau tem uma área de 11,3 km², dos quais 10,0 km² cobertos por terra e 1,3 km² cobertos por água.

## Localidades na vizinhança
O diagrama seguinte representa as localidades num raio de 8 km ao redor de Gibraltar.